# Acanthocnema sternalis
Acanthocnema sternalis är en tvåvingeart som beskrevs av Masayoshi Suwa 1986. Acanthocnema sternalis ingår i släktet Acanthocnema och familjen kolvflugor. Inga underarter finns listade i Catalogue of Life.